# Kurtis Kraft 500J
Kurtis Kraft 500J – samochód wyścigowy konstrukcji Kurtis Kraft, który wziął udział w dwóch wyścigach Indianapolis 500.

## Historia
Samochód był napędzany silnikiem Offenhauser. Zbudowano dwa egzemplarze tego modelu.
Pierwszy został zbudowany dla właściciela firmy budowlanej, Roya McKaya z Youngstown. Zadebiutował on w Indianapolis 500 1959, a jego kierowcą był Chuck Weyant. Weyant zakwalifikował się na 29 miejscu ze średnią prędkością 141,95 mph, ale odpadł z wyścigu po 45 okrążeniach wskutek wypadku i został sklasyfikowany na 28 miejscu. W Indianapolis 500 1960 roku McKay wystawił samochód dla Gene'a Force'a. Force zakwalifikował się jako 20 (średnia prędkość 143,47 mph), ale odpadł po 74 okrążeniach wskutek problemów z układem hamulcowym.
Drugi egzemplarz, nazwany „Bowes Seal Fast Special”, został zbudowany dla zespołu Bowes Seal Fast Racing. Właścicielem samochodu i szefem mechaników był George Bignotti, który w ciągu następnych 20 lat wygrał Indianapolis 500 siedem razy. W 1959 roku samochód prowadził Jud Larson, ale odpadł na 45 okrążeniu wyścigu po kolizji z Mikiem Magillem. W czerwcu Don Freeland zajął tym modelem trzecie miejsce w wyścigu 100 mil Milwaukee. Na sezon 1960 Bignotti poprosił Quina Epperly'a o udoskonalenie samochodu. Epperly zaprojektował nowe nadwozie i zawieszenie. Tą wersją pojazdu ścigał się w Indianapolis 500 w 1960 roku A.J. Foyt, który zakwalifikował się na 16 miejscu. Foyt odpadł jednak z wyścigu po uszkodzeniu sprzęgła.

## Wyniki w Formule 1
W latach 1950–1960 wyścig Indianapolis 500 był eliminacją Mistrzostw Świata Formuły 1.
| Legenda oznaczeń w tabelach wyników Wyświetl szablon na nowej stronie | Legenda oznaczeń w tabelach wyników Wyświetl szablon na nowej stronie                                                                     |
| Oznaczenie                                                            | Wyjaśnienie |
| --------------------------------------------------------------------- | --- |
| Złoty                                                                 | Zwycięzca lub mistrzostwo |
| Srebrny                                                               | 2. miejsce lub wicemistrzostwo |
| Brązowy                                                               | 3. miejsce lub II wicemistrzostwo |
| Zielony                                                               | Ukończył, punktował (w klasyfikacji generalnej, gdy zdobył co najmniej jeden punkt na przestrzeni sezonu, poza trzema powyższymi opcjami) |
| Niebieski                                                             | Ukończył, nie punktował (w klasyfikacji generalnej, gdy nie zdobył co najmniej jednego punktu na przestrzeni sezonu)                      |
| Czerwony                                                              | Nie zakwalifikował się (NZ) |
| Czerwony                                                              | Nie prekwalifikował się (NPK) |
| Różowy                                                                | Nie ukończył (NU) |
| Różowy                                                                | Niesklasyfikowany (NS) (w klasyfikacji generalnej, gdy nie został sklasyfikowany w żadnym wyścigu sezonu)                                 |
| Czarny                                                                | Zdyskwalifikowany (DK) |
| Czarny                                                                | Wykluczony (WYK/EX) |
| Biały                                                                 | Nie wystartował (NW) |
| Biały                                                                 | Kontuzjowany (K/INJ) |
| Biały                                                                 | Wyścig odwołany (OD/C) |
| Bez koloru                                                            | Został wycofany (WYC/WD) |
| Bez koloru                                                            | Nie przybył (NP/DNA) |
| Bez koloru                                                            | Nie brał udziału w treningach (NT/DNP) |
| Bez koloru                                                            | Nie został zgłoszony (–) |
| Pogrubienie                                                           | Start z pole position |
| Kursywa                                                               | Najszybsze okrążenie wyścigu |
| †                                                                     | Nie ukończył, ale jego rezultat został zaliczony ze względu na przejechanie więcej niż 90% dystansu wyścigu.                              |
| *                                                                     | Sezon w trakcie |
| 1/2/3                                                                 | Punktowana pozycja w sprincie kwalifikacyjnym                                                                                             |
| Lista systemów punktacji Formuły 1                                    | |

| Sezon | Zespół                   | Silnik      | Kierowcy     | Wyniki w poszczególnych eliminacjach | Wyniki w poszczególnych eliminacjach | Wyniki w poszczególnych eliminacjach | Wyniki w poszczególnych eliminacjach | Wyniki w poszczególnych eliminacjach | Wyniki w poszczególnych eliminacjach | Wyniki w poszczególnych eliminacjach | Wyniki w poszczególnych eliminacjach | Wyniki w poszczególnych eliminacjach | Wyniki w poszczególnych eliminacjach | Wyniki kierowców | Wyniki kierowców | Wyniki konstruktora | Wyniki konstruktora |
| 1959  |                          |             |              | Monako                               | Stany Zjednoczone                    | Holandia                             | Francja                              | Wielka Brytania                      | Niemcy                               | Portugalia                           | Włochy                               | Stany Zjednoczone                    |                                      | Pkt.             | Msc.             | Pkt.                | Msc.                |
| ----- | ------------------------ | ----------- | ------------ | ------------------------------------ | ------------------------------------ | ------------------------------------ | ------------------------------------ | ------------------------------------ | ------------------------------------ | ------------------------------------ | ------------------------------------ | ------------------------------------ | ------------------------------------ | ---------------- | ---------------- | ------------------- | ------------------- |
| 1959  | Bowes Seal Fast/Bignotti | Offenhauser | Jud Larson   | -                                    | NU                                   | -                                    | -                                    | -                                    | -                                    | -                                    | -                                    | -                                    |                                      | 0                | NS               | 0                   | NS                  |
| 1959  | Roy McKay                | Offenhauser | Chuck Weyant | -                                    | NU                                   | -                                    | -                                    | -                                    | -                                    | -                                    | -                                    | -                                    |                                      | 0                | NS               | 0                   | NS                  |
| 1960  |                          |             |              | Argentyna                            | Monako                               | Stany Zjednoczone                    | Holandia                             | Belgia                               | Francja                              | Wielka Brytania                      | Portugalia                           | Włochy                               | Stany Zjednoczone                    | Pkt.             | Msc.             | Pkt.                | Msc.                |
| 1960  | Bowes Seal Fast Racing   | Offenhauser | A.J. Foyt    | -                                    | -                                    | NU                                   | -                                    | -                                    | -                                    | -                                    | -                                    | -                                    | -                                    | 0                | NS               | –                   | –                   |
| 1960  | Roy McKay                | Offenhauser | Gene Force   | -                                    | -                                    | NU                                   | -                                    | -                                    | -                                    | -                                    | -                                    | -                                    | -                                    | 0                | NS               | –                   | –                   |